# ۱۵۹۷ (میلادی)
۱۵۹۷ (میلادی) هزار و پانصد و نود و هفتمین سال تقویم میلادی است.

## زادگان
- ۲۴ فوریه – ونسان ووآتور، شاعر فرانسوی (د. ۱۶۴۸)